# Luigi Guardigli
 (septembre 2008).
Si vous disposez d'ouvrages ou d'articles de référence ou si vous connaissez des sites web de qualité traitant du thème abordé ici, merci de compléter l'article en donnant les références utiles à sa vérifiabilité et en les liant à la section « Notes et références ».
Luigi Guardigli, né le 23 juillet 1923 à Lugo, dans la province de Ravenne, en Émilie-Romagne et mort le 19 septembre 2008 à Paris 15e, est un peintre et un mosaïste italien contemporain. 

## Biographie
Luigi Guardigli séjourna très longtemps à La Ruche à Montparnasse et travailla en particulier avec Gino Severini, Marc Chagall, Georges Braque, Jean-Michel Folon, Fernand Léger et Jean Bazaine. On lui doit des peintures (huiles, gouaches, sur toile et sur papier) aux mouvements souples et délicats et aux couleurs franches et harmonieuses, à mi-chemin entre abstraction lyrique et géométrique. Sa quête incessante du jeu des formes et des couleurs se retrouve dans son œuvre de mosaïste (Ministère de Finances).
À 18 ans, il s'inscrit à l'école de Beaux-Arts de Ravenne où il étudie de 1941 à 1951. Il travaille entre 1951 et 1957 avec le Gruppo mosaicisti à la restauration des mosaïques anciennes des églises et monuments de Ravenne.
Il est enrôlé, pendant la Seconde Guerre mondiale, de 1943 à 1946 dans la Regia Marina (Italian Royal Navy) à La Spezia ce qui lui fait interrompre ses études.
Fin novembre 1951, il arrive à Paris et enseigne à l’École d'Art Italien comme assistant du peintre Gino Severini, fondateur et directeur de l'école. 
À partir de 1957, avec Lino Melano, un autre mosaïste compatriote de Ravenne, il exécute des mosaïques pour d’autres artistes, tel Fernand Léger, Georges Braque, Marc Chagall, Jean Bazaine et Raoul Ubac. 
Il a collaboré également à la mosaïque de la façade du  Musée national Fernand Léger à Biot (Alpes-Maritimes). 
En 1960, il exécute, à la Colombe d'Or de Saint Paul de Vence, une mosaïque conçue par le peintre Georges Braque. 
À partir de 1961, il a un studio en résidence d’artistes à La Ruche au 2, passage de Dantzing à Paris. 
En 1962, dans une autre collaboration avec Braque, il crée le  réservoir de poissons de la Fondation Maeght à St Paul de Vence. 
Ses collaborations se sont poursuivies et la dernière étant celle avec Jean-Michel Folon. 
À partir de 1958, Luigi Guardigli participe aux réalisations de nombreux panneaux en mosaïque pour des écoles, salles de fêtes…
- 1966. Mosaïque de 91 m2, d’après les maquettes de Chagall, pour le nouveau Parlement de Jérusalem. (Israël).
- 1971. Grande mosaïque pour le hall d'entrée de l'Université de Lettres de Clermont-Ferrand d'après les maquettes de Joseph Lacasse.
- 1981. Réalise un panneau en mosaïque, sur dalles, de 10 m2, d’après une maquette du peintre J.M. Folon, pour la Maison de la Radio Télévision Belge à Bruxelles.
- 1983. Dans le cadre du 1 % de l’État, réalise un panneau en mosaïque de 5 m2 d’après une maquette personnelle, dans le hall de la Caserne de Gendarmerie « Tempoure » à Marmande (Lot et Garonne).
- 1985. Mosaïque (près de 300 m2 de surface) qui recouvre la voûte de la piscine des enfants dans le chantier Saint Eustache.
- 1986. Il participe, avec une maquette, à un concours pour une décoration en mosaïque destinée au nouveau Ministère des Finances à Bercy, d’après des maquettes du peintre Martial Raysse.
- 1989. Après avoir présenté trois maquettes pour ce projet, Luigi Guardigli dirige la réalisation d’un mur en mosaïque de 51,35 m de long sur 3,04 m de haut (surface totale 156 m2) dans le bâtiment C du nouveau Ministère des Finances.

« Au début, les artistes Luigi Guardigli et Adam Henein auraient dû travailler ensemble pour réaliser une mosaïque murale dans la galerie extérieure sur dalle, mais dès août 1987, Henein récusait l’offre, le montant des honoraires lui paraissant insuffisant eu égard à l’enveloppe annoncée. 
Luigi Guardigli présenta donc une nouvelle proposition. 
Les membres de la commission donnèrent leurs avis en janvier 1988.
Ce projet fut jugé  « sans doute un peu trop voyant en raison de la gamme de couleurs choisie et notamment de la place réservée au bleu, qui me parait excessive pour une œuvre de cette taille dans un tel environnement. » Un des membres du jury, par contre, fit remarquer à l’appui du projet qu’on ferait ainsi place « à un excellent praticien, chef de file dans son genre, qui représenterait à Bercy, l’art décoratif, et plus précisément les métiers d’art, au milieu des artistes de renom. » .
Luigi Guardigli finit sa vie dans une maison de repos à Paris, où il meurt en 2008.

## Posterité
Philippe Lagautrière, artiste à la Ruche, écrit de lui « Lorsque je suis arrivé dans mon atelier (à la Ruche), ce voisin de palier était déjà là depuis les années 1960. Il était donc une figure incontournable. Il officiait en tant que mosaïste et peintre, mais aussi joueur de mandoline, mémoire vivante de la Ruche et amoureux des chats. Je garderai de lui cette image furtive du personnage un peu courbé par le poids des ans circulant dans le jardin à la recherche d'un chat à nourrir ou à caresser. Il était toujours prêt à raconter une anecdote du passé de la Ruche, même si par la suite, la mémoire lui fit défaut ».

## Œuvres
- 1958 : Société d'Aquitaine - Mosaïque d'après un dessin de A. Beaudin Avenue Hoche Paris
- 1958 : Musée Léger - mosaïque, à Biot
- 1959 : F Noain -  Mosaïque d'après un dessin de Suzanne Roger Paris
- 1959 : l'Usine d'embouteillage -  Mosaïque d'après un dessin de R. Ubac Évian-les-Bains
- 1960 : Colombe d'Or - Mosaïque d'après un dessin de G. Braque Saint-Paul
- 1961 : France -  Mosaïque d'après un dessin de J. Bazaine Paris
- 1962 : Fondazione Maeght -  Mosaïque d'après un dessin de G. Braque Saint-Paul
- 1963 : Maison de la radio -  Mosaïque d'après un dessin de J. Bazaine Paris
- 1963 : Maison d'architecte -  Mosaïque d'après un dessin de J. Bazaine Septeuil
- 1963 : Clinique Universitaire -  Mosaïque d'après un dessin de J. Lacasse Fribourg-en-Brisgau
- 1963 : Maison d'architecte -  Mosaïque d'après un dessin de J. Bazaine Septeuil
- 1964 : groupe scolaire -  Mosaïque d'après un dessin de W. Mucha Argelès-sur-Mer
- 1965 : CNRS -  Mosaïque d'après un dessin de Jullien Grenoble
- 1965 : Hôtel rue de l'Élysée -  Mosaïque d'après un dessin de Marc Chagall Paris
- 1965 : Musée d'Art Mural de Lund -  Mosaïque d'après un dessin de J. Bazaine Suède
- 1966 : Nouveau parlement de Jérusalem -  Mosaïque d'après un dessin de Marc Chagall Israël
- 1966 : Maison des Jeunes -  Mosaïque d'après un dessin de F Léger Corbeil
- 1974 : Fresque réalisé avec Foujino Paul en 1974 à Villeneuve d’Ascq
- 1977 : Musée international Salvador Allende « Hommage au peuple chilien » 1977, huile sur toile 100 × 65 cm.
- 1982 : Radio télévision Belge  -  Mosaïque d'après un dessin de Jean-Michel Folon Bruxelles
- 1988 : Ministère des Finances - mosaîque de 156 m2 Paris-Bercy
- 1992 : Palais d'Iéna (Conseil Economique et Social) à Paris, sur des dessins de Martial Raysse.